# Tony Hawk's Pro Skater
Tony Hawk's Pro Skater (у Європі — Tony Hawk's Skateboarding) — відеогра в жанрі спортивного симулятора скейтбординга, розроблена компанією Neversoft і випущена Activision 29 вересня 1999 року для ігрової приставки PlayStation. Згодом портована на Nintendo 64, Dreamcast і N-Gage. Також гра була адаптована під Game Boy Color.

## Ігровий процес
Метою гри є виконання трюків, за які йому нараховуються бали. Кількість очок залежить від: часу і частоти виконання, кута нахилу і кількості трюків, виконаних послідовно. При безпомилковому виконанні трюків заповнюється спеціальна шкала. Будучи повною вона дозволяє виконати «особливі руху», за які нараховують набагато більше балів, ніж за звичайні трюки. У випадку помилки гравець отримує штрафні очки, а спеціальна шкала обнуляється.
У Pro Skater є кілька режимів гри: кар'єра, одиночна гра, вільна гра і мультиплеер (на 2-х гравців). Багатокористувацький контент представлений трьома режимами: «Graffiti», «Trick Attack» і «Horse».
Імовірно Pro Skater розроблений на тому ж рушії, що і Resident Evil.

## Розробка
Зростаюча популярність екстремальних видів спорту в кінці 90-х років призвела до появи серії ігор даної тематики. Activision також шукала розробника для нової гри про скейтбордингу. Контракт був укладений з не дуже відомої на той момент Neversoft. Їх рушій, використаний в грі Apocalypse, дуже добре підходив під концепцію нової гри. Особливістю гри стали трюки, оцифровані за допомогою motion capture, а також рівні, прототипами яких стали реальні точки світу. Один з яскравих прикладів — скейтпарк в Бернсайд, Портленд. Участь у розробці майбутньої гри брав безпосередньо Тоні Хоук, професійний скейтбордист. Він озвучив самого себе.

## Саундтрек[2]
| #   | Назва                                  | Тривалість |
| --- | -------------------------------------- | ---------- |
| 1.  | «Dead Kennedys — Police Truck»         |            |
| 2.  | «The Ernies — Here and Now»            |            |
| 3.  | «Even Rude — Villified»                |            |
| 4.  | «Goldfinger — Superman»                |            |
| 5.  | «Primus — Jerry Was a Race Car Driver» |            |
| 6.  | «Speedealer — Screamer/Nothing to Me»  |            |
| 7.  | «Suicidal Tendencies — Cyco Vision»    |            |
| 8.  | «The Suicide Machines — New Girl»      |            |
| 9.  | «Unsane — Committed»                   |            |
| 10. | «The Vandals — Euro-Barge»             |            |

## Оцінки гри
Версія гри для PlayStation була зустрінута позитивно, набравши 93,67 % на підставі 28 відгуків. Порт на Nintendo 64 був трохи менш успішний, ніж оригінал. IGN оцінила гру в 9,1 бал за десятибальною шкалою.
| Агрегатор    | Оцінка  |
| ------------ | ------- |
| GameRankings | 93,67 % |

| Видання | Оцінка   |
| ------- | -------- |
| IGN     | 9,4 / 10 |